# Puccinia cynodontis
Puccinia cynodontis ist eine Ständerpilzart aus der Ordnung der Rostpilze (Pucciniales). Der Pilz ist ein Endoparasit des Süßgrases Cynodon dactylon und vielen anderen Pflanzenarten. Symptome des Befalls durch die Art sind Rostflecken und Pusteln auf den Blattoberflächen der Wirtspflanzen. Sie kommt weltweit in warmen Klimata vor.

## Merkmale

### Makroskopische Merkmale
Puccinia cynodontis ist mit bloßem Auge nur anhand der auf der Oberfläche des Wirtes hervortretenden Sporenlager zu erkennen. Sie wachsen in Nestern, die als gelbliche bis braune Flecken und Pusteln auf den Blattoberflächen erscheinen.

### Mikroskopische Merkmale
Das Myzel von Puccinia cynodontis wächst wie bei allen Puccinia-Arten interzellulär und bildet Saugfäden, die in das Speichergewebe des Wirtes wachsen. Die zylindrischen Aecien der Art besitzen 15–24 × 16–29 µm große, hyaline Aeciosporen mit warziger Oberfläche. Die zimtbraunen Uredien des Pilzes wachsen unterseitig auf den Wirtsblättern. Ihre goldenen Uredosporen sind 20–26 × 19–23 µm groß, kugelig und warzig. Die blattunterseitig wachsenden Telien der Art sind schwärzlich, pulverig und früh offenliegend. Die kastanienbraunen Teliosporen sind zweizellig, in der Regel ellipsoid und 30–55 × 16–22 µm groß. Ihre Stiele sind gelblich bis farblos und bis zu 80 µm lang.

## Verbreitung
Das bekannte Verbreitungsgebiet von Puccinia cynodontis erstreckt sich über die warmen Klimazonen der ganzen Welt.

## Ökologie
Die Wirtspflanzen von Puccinia cynodontis sind für den Haplonten Wolfsmilchgewächse (Euphorbiaceae spp.), Wegerichgewächse (Plantaginaceae spp.), Hahnenfußgewächse (Ranunculaceae spp.), Steinbrechgewächse (Saxifragaceae spp.), Braunwurzgewächse (Scrophulariaceae spp.), Baldriangewächse (Valerianaceae spp.) und Veilchengewächse (Violaceae spp.) sowie Hundszahngras (Cynodon dactylon) für den Dikaryonten. Der Pilz ernährt sich von den im Speichergewebe der Pflanzen vorhandenen Nährstoffen, seine Sporenlager brechen später durch die Blattoberfläche und setzen Sporen frei. Die Art verfügt über einen Entwicklungszyklus mit Telien, Uredien, Aecien und Spermogonien und macht einen Wirtswechsel durch.